# Anton Schnack
Anton Schnack (* 21. Juli 1892 in Rieneck, Unterfranken; † 26. September 1973 in Kahl am Main) war ein deutscher Schriftsteller.

## Biografie
Der jüngere Bruder des Schriftstellers Friedrich Schnack wurde ebenfalls in Rieneck als drittes Kind eines Gendarmeriestations-Kommandanten geboren. Die dienstlichen Versetzungen seines Vaters führten Schnack nach Dettelbach, Kronach und Hammelburg, wo er schließlich das Progymnasium abschloss (Vorgänger des Frobenius-Gymnasiums).
Nach verschiedenen Tätigkeiten als Journalist u. a. in Halberstadt und Bozen, nahm Schnack 1915/1916 bis zu seiner Verwundung am Ersten Weltkrieg teil. Nach Kriegsende als Redakteur in Darmstadt tätig, begann Schnack mit ersten Gedichtveröffentlichungen. 1920 bis 1925 war er als Feuilletonredakteur und Theaterkritiker bei der Neuen Badischen Landes-Zeitung in Mannheim beschäftigt und heiratete am 24. Oktober 1924 Maria Glöckler, die Tochter eines Schleifmittelfabrikanten aus Kahl am Main. Anschließend begab er sich auf ausgedehnte Auslandsreisen, die ihn nach Frankreich, Italien und Dalmatien führten. Nach einer erneuten Tätigkeit in Mannheim und mehreren Umzügen ließ sich das Ehepaar Schnack bis zum Jahre 1933 in Berchtesgaden nieder. Er gehörte zu den 88 Schriftstellern, die im Oktober 1933 das Gelöbnis treuester Gefolgschaft für Adolf Hitler unterzeichnet hatten.
Im Jahre 1937 nach Frankfurt am Main übergesiedelt, wurde Schnack 1944 zur Wehrmacht eingezogen. Nach einer kurzen US-amerikanischen Gefangenschaft ließ er sich schließlich endgültig in Kahl am Main nieder, wo er am 26. September 1973 verstarb.

## Literarisches Schaffen
Anton Schnack widmete sich als Schriftsteller vor allem der Lyrik und kleinen Prosastücken, die in verschiedenen Sammlungen wie „Die bunte Hauspostille“ (1938), „Begegnungen am Abend“ (1940) usw. veröffentlicht wurden. Neben verschiedenen Novellen sind von ihm nur zwei Romane erschienen.
Auch dramatische Werke wie das Hörspiel Mittsommernacht (1931) mit der Musik von Edmund Nick mit Kaete Nick-Jaenicke stammen aus seiner Feder.
Schnack wird als Meister der poetischen Miniatur geschätzt, der seinen Blick auf die Kleinigkeiten und die Nebensächlichkeiten des Alltags richtete und diese durch seine Wortkunst zu einem nahezu sinnlich wahrnehmbaren Leben erweckte.
1968 wurde er mit dem Bayerischen Poetentaler der Münchner Turmschreiber ausgezeichnet.
Sein Werk ist mehr noch als das seines Bruders Friedrich Schnack heute weitgehend in Vergessenheit geraten. Sämtliche Veröffentlichungen waren bislang nur noch antiquarisch zu erhalten. Erst 2003 erschien zum 30. Todestag eine zweibändige Werkausgabe im Elfenbein Verlag, die der Paderborner Literaturwissenschaftlicher Hartmut Vollmer besorgte.
Sein Werk Begegnungen am Abend wurde in den 70er Jahren auf Koreanisch übersetzt und im Schulunterricht verwendet.

## Werke

### Lyrik
- 1919 Strophen der Gier
Der Abenteurer
Die tausend Gelächter
- 1920 Tier rang gewaltig mit Tier
- 1936 Die Flaschenpost
Die Verstoßenen
- 1947 Der Annoncenleser
- 1948 Mittagswein
- 1953 Jene Dame, welche ...

### Prosa
- 1934 Kalender-Kantate
- 1935 Kleines Lesebuch
- 1937 Der gute Nachmittag
- 1938 Die bunte Hauspostille
- 1940 Begegnungen am Abend
- 1941 Jugendlegende
- 1946 Die Angel des Robinson
Arabesken um das ABC
Mädchenmedaillons
- 1949 Phantastische Geographie
- 1951 Das fränkische Jahr
- 1954 Buchstabenspiel
- 1956 Die Reise aus Sehnsucht
Flirt mit dem Alltag
- 1957 Brevier der Zärtlichkeit
- 1961 Schöne Mädchennamen
- 1964 Weinfahrt nach Franken

### Romane
- 1936 Zugvögel
- 1937 Der finstere Franz